# Atto Melani

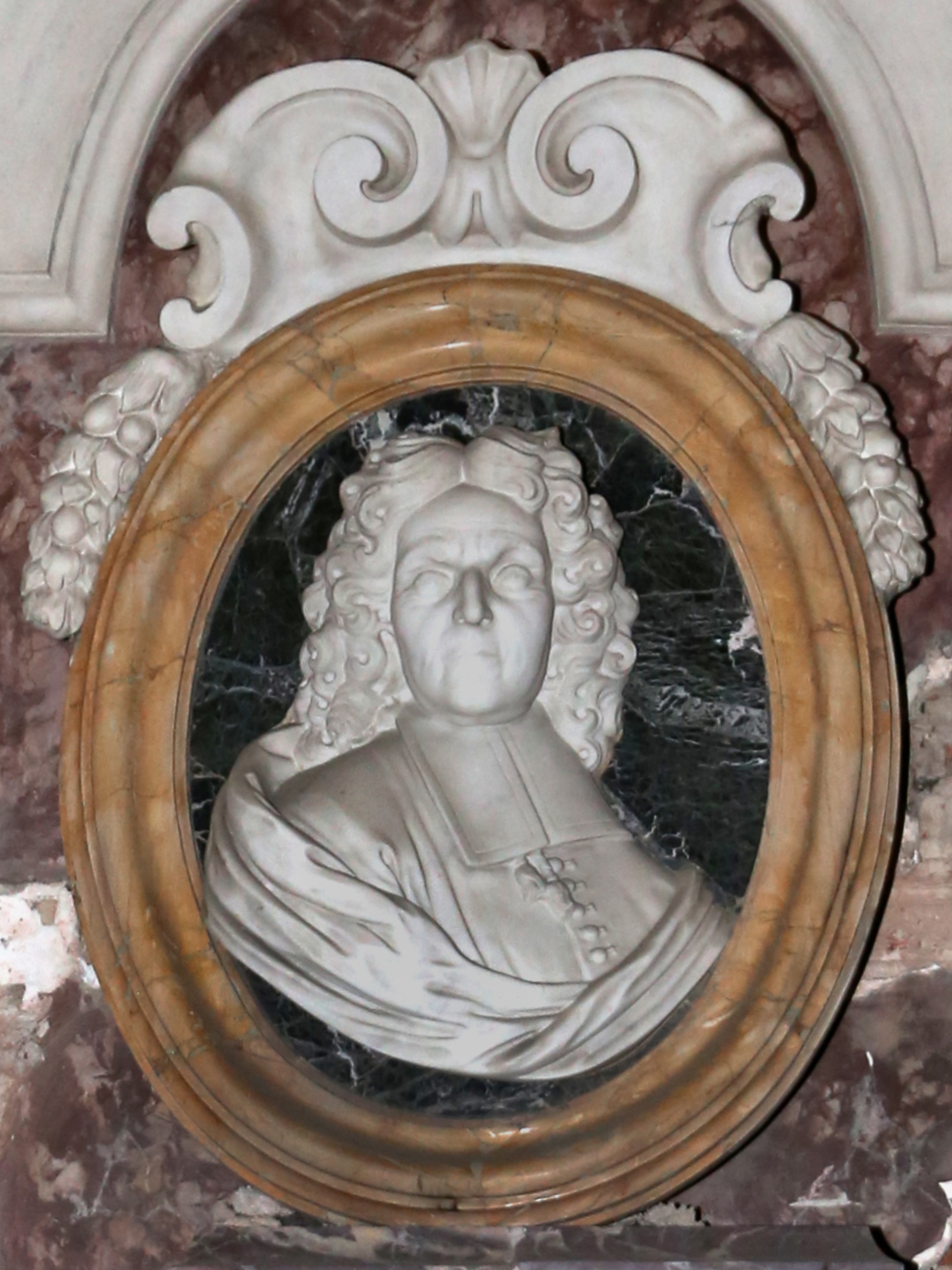
Cenotafio tallado por Vittorio Barbieri representando a Atto Melani

Atto Melani (Pistoia, 1626 - París, 1714), fue un castrato italiano, luego diplomático y espía del rey Luis XIV.
Tercero de siete hermanos de una familia de campaneros Melani fue castrado para convertirse en un castrato. 
Su fama como cantante castrato fue creciendo entre la corte e incluso Jean de La Fontaine le dedicó un poema después de verlo actuar como personaje principal en la opera Orfeo de Luigi Rossi.
El talento como castrato le llevó hasta la corte de Luis XIV, después de estar al servicio de los Médici, donde el cardenal Jules Mazarin lo introdujo en las artes del espionaje.
Aprovechando su fama entre las cortes europeas como cantante castrato pudo ejercer sus influencias sobre personajes importantes y obtener de ellos información importante para el reino de Francia.
Sin embargo su suerte cambiaría a la muerte de Mazzarino, en 1661. Su amistad con el entonces superintendente de finanzas Nicolás Fouquet y la poderosa influencia del heredero de Mazarino, el Duque de La Meilleraye que temía las posibles intromisiones de Melani en la familia le acabarían llevando a un exilio en Roma. En su exilio Melani es acogido por el cardenal Giulio Rospigliosi y apoyado por la sobrina de Mazarino, Maria Mancini con quien se cartearía durante más de cuarenta años.
A la muerte en 1667 del Papa Alejandro VII, Melani es elegido para formar parte en el cónclave para la elección del nuevo papa. Después de ser elegido como nuevo Papa Giulio Rospigliosi, quien escogería el nombre de Clemente IX, es levantado el exilio para Atto Melani lo cual deja en sombras cual pudo ser la implicación de Melani en el cónclave. En ese momento Atto Melani recibe el título de ábate, que le proporciona tres mil libras anuales.
A partir de 1668 el ábate empieza a abandonar sus actividades como castrato centrándose en la diplomacia y espionaje.
Melani se dedica escribir libros sobre Roma como Espejo de la Roma Barroca o Los secretos del cónclave libro escrito en 1700 y descubierto recientemente por Rita Monaldi y Francesco Sorti. Atto Melani paso sus últimos días en su casa de París junto con sus sobrinos hasta el día de su muerte en 1714.